# ニンジャスタジオ
株式会社ニンジャスタジオ（NINJA STUDIO）はかつて大阪府に存在したコンピュータゲーム開発会社。2003年設立。主に携帯電話用アプリや携帯型ゲーム機のソフト開発を手がけていた。

## 開発作品
- コスプレタクティカル (BREWアプリ)[1]
- ミックスキングダム (BREWアプリ)[1]
- なんでもジグソー (BREWアプリ)[1]
- 雪の降る時に (BREWアプリ)[1]
- 育て！ネットアイドル (BREWアプリ)[1]
- 封神霊符3 (BREWアプリ)[1]
- 降魔霊符伝イヅナ（2006年、ニンテンドーDS）
- 降魔霊符伝イヅナ 弐（2007年、ニンテンドーDS）
- ウィンディ×ウィンダム（2008年、ニンテンドーDS）
- タクティカルギルド（2008年、ニンテンドーDS）
- タクティクスレイヤー 〜リティナガード戦記〜（2009年、ニンテンドーDS）